# Jekaterina Andrejewna Stoljarowa
Jekaterina Andrejewna Stoljarowa (russisch Екатерина Андреевна Столярова; * 25. April 1988 in Moskau) ist eine russische Freestyle-Skierin. Sie ist auf die Buckelpisten-Disziplinen Moguls und Dual Moguls spezialisiert.

## Biografie
Stoljarowa nahm ab März 2004 im Europacup teil. Ihr Debüt im Weltcup hatte sie am 14. Dezember 2005 in Tignes, wo sie auf den 24. Platz fuhr. In dieser Saison kamen weitere vier Europacup-Siege hinzu, bei den Juniorenweltmeisterschaften 2006 gewann sie die Goldmedaille im Moguls-Wettbewerb. Nachdem sie bei den Weltmeisterschaften 2007 Zehnte geworden und damit ihr bisher bestes Ergebnis erzielt hatte, verteidigte sie erfolgreich ihren Titel bei den Juniorenweltmeisterschaften 2007 und wurde außerdem Zweite im Dual Moguls.
Am 20. Januar 2008 gelang Stoljarowa in Lake Placid die erste Podestplatzierung im Weltcup, sechs Tage später konnte sie in Mount Gabriel ihren bisher einzigen Weltcupsieg feiern. Am Ende der Saison belegte sie den achten Platz in der Disziplinenwertung. In der darauf folgenden Saison 2008/09 war ein vierter Platz ihr bestes Ergebnis, bei den Weltmeisterschaften 2009 wurde sie Achte. Auch in der Saison 2009/10 reichte es nicht für einen Podestplatz. Im Weltcup kam sie nicht über einen sechsten Platz hinaus, bei den Olympischen Winterspielen 2010 wurde sie Siebte.
In der Saison 2010/11 gelang Stoljarowa eine Steigerung. Sie erzielte Ende Januar 2011 in Calgary nach über drei Jahren wieder eine Podestplatzierung. Als Vierte des Moguls-Wettbewerbs bei den Weltmeisterschaften 2011 verpasste sie knapp eine Medaille.

## Erfolge

### Olympische Spiele
- Vancouver 2010: 7. Moguls
- Sotschi 2014: 19. Moguls
- Pyeongchang 2018: 11. Moguls

### Weltmeisterschaften
- Madonna di Campiglio 2007: 10. Dual Moguls, 21. Moguls
- Inawashiro 2009: 8. Moguls, 19. Dual Moguls
- Deer Valley 2011: 4. Moguls, 8. Dual Moguls

### Juniorenweltmeisterschaften
- Krasnoe Ozero 2006: 1. Moguls, 15. Dual Moguls
- Airolo 2007: 1. Moguls, 2. Dual Moguls

### Weltcup
- Saison 2007/08: 8. Moguls-Weltcup
- Saison 2011/12: 10. Moguls-Weltcup
- 4 Podestplätze, davon 1 Sieg:

| Datum           | Ort           | Land   | Disziplin |
| --------------- | ------------- | ------ | --------- |
| 26. Januar 2008 | Mount Gabriel | Kanada | Moguls    |

### Weitere Erfolge
- 1 russischer Meistertitel (Moguls 2009)
- 10 Podestplätze im Europacup, davon 5 Siege
- 5 Siege in FIS-Rennen